# 2023 год в Израиле
События 2023 года в Израиле.

## Действующая власть (инкумбент)
- Президент Израиля — Исаак Герцог
- Премьер-министр Израиля — Биньямин Нетаньяху
- Председатель Верховного суда — Эстер Хают
- Начальник Генерального штаба — Герци Галеви
- Правительство Израиля — Тридцать седьмое правительство Израиля

## Продолжающийся процесс
- Война Израиля и ХАМАС 2023 г.

## События

### Январь
- 1 января — Второй этап реформы израильской системы сертификации кашрута, который должен был вступить в силу и разрешить создание частных агентств по сертификации кашрута, отложен новым министром по делам религий Израиля, членом партии ШАС Михаэлем Малкиэли[англ.][1][2].
- 2 января — Израиль нанёс авиаудар по аэропорту Дамаска в Сирии ( 6 человек погибших, 3 раненых)[3].
- 3 января — Визит министра национальной безопасности Израиля Итамара Бен-Гвира на Храмовую гору в Иерусалиме вызвал протесты палестинцев и осуждение ряда арабских стран[4].
- 4 января — Министр юстиции Ярив Левин объявляет о всеобъемлющем предложении по пересмотру правовой базы Израиля путём ограничения полномочий Верховного суда Израиля с помощью преодоления вето Верховного суда парламентским большинством в 61 голос членов (из 120) Кнессета, что даёт правительству более значительное влияние на комитет по отбору судей, позволяя министрам назначать своих юрисконсультов самостоятельно и отменять стандарт разумности (аргумент приемлемости[англ.])[5].
- 7 января — Тысячи израильтян протестуют на тель-авивской площади Габима[англ.], положив начало серии протестов против предложенной судебной реформы[6].
- 14 января — Более 80 000 израильтян проводят демонстрацию в Тель-Авиве против предложенной новым правительством судебной реформы[7].
- 16 января -
  - Херци Ха-Леви назначен новым начальником штаба ЦАХАЛа[8].
  - ХАМАС публикует видео Аверы Менгисту, израильтянина, находящегося в плену в секторе Газа с 2014 года; ХАМАС удерживает также тела солдат ЦАХАЛа Орона Шауля и Хадара Голдина (девять лет) и израильтянина Хишама аль-Сайеда (восемь лет)[9].
- 19 января — Верховный суд Израиля запрещает Арье Дери работать в кабинете министров Израиля из-за его предыдущих судимостей за мошенничество и налоговые правонарушения[10].
- 22 января — Премьер-министр Биньямин Нетаньяху увольняет министра здравоохранения и внутренних дел Арье Дери из своего кабинета по решению Верховного суда[11].
- 27 января — Стрельба в синагоге (7 израильтян убиты, 10 ранены).  В результате массовой стрельбы в синагоге в Неве-Яакове, Восточный Иерусалим; палестинский преступник убит полицией[12].  Масштабная спецоперация в городе Дженин на Западном берегу реки Иордан против боевиков радикальной организации «Палестинский исламский джихад», готовивших теракты в Израиле (погибло от 6 до 11 палестинцев)[13]
- 28 января — в Восточном Иерусалиме 13-летний палестинец стрелял в двух израильтян и тяжело ранил их; нападавший был ранен одной из своих жертв перед арестом и скончался в больнице[14].

### Февраль
- 2 февраля — Арестован американский турист за вандализм в христианской церкви в Иерусалиме (опрокинул ногой статую  в Церкви Бичевания, построенной на месте, где по преданию бичевали Иисуса Христа по пути на Голгофу)[15].
- 8 февраля — Забастовка работников аэропорта Бен-Гурион с требованием возвращения уровня оплаты на доковидный уровень и найма дополнительного числа сотрудников[16].
- 19 февраля — Военно-воздушные силы Израиля атаковали Дамаск (погибло 5 человек)[17]
- 22 февраля — Рейд израильских военных и полиции в городе Наблус на Западном берегу реки Иордан (погибло не менее 10 палестинцев)[18].
- 23 февраля  — Во время археологических раскопок в Мегиддо в могиле позднего бронзового века обнаружен редкий пример деликатной черепной хирургии, которая может быть самой ранней в своём роде на Ближнем Востоке[19].

### Март
- 1 марта — Поддержанный Итамаром Бен-Гвиром и партией Оцма Йехудит («Еврейская мощь») законопроект о смертной казни для лиц, обвиняемых в терроризме, принимается Кнессетом предварительным голосованием 55-9[20][21][22].
- 17 марта — Иерусалимский марафон[англ.]; кенийские бегуны Ноа Киген Кипротич и Маргарет Ньюгуна выиграли мужские и женские соревнования соответственно[23][24][25].
- 26 марта — Премьер-министр Израиля Биньямин Нетаньяху увольняет министра обороны Йоава Галланта после призыва к правительству приостановить обсуждение спорного законопроекта о судебной реформе с учётом массовых общественных протестов против реформы[26].
- 27 марта — Премьер-министр Биньямин Нетаньяху объявляет о приостановке рассмотрения спорного законопроекта о судебной реформе в правительстве до 30 апреля, открытия летней сессии Кнессета[27].
- 28 марта — Израиль успешно запускает в космос спутник наблюдения «Офек-13[англ.]» на ракете-носителе «Шавит-2»[28].

### Апрель
- 5 апреля — Столкновения в мечети Аль-Аксе. Задержано более 350 палестинцев, забаррикадировавшихся внутри[29].
- 6 апреля — Обстрел севера Израиля с территории Ливана, выпущено более 30 ракет[30]
- 7 апреля —
  - Армия Израиля сообщила, что целями её ранее нанесённых авиационных ударов в южных районах Ливана стала инфраструктура ХАМАС; удары наносились в ответ на произошедший ранее обстрел территории Израиля[31]
  - Убийство Люси, Майи и Рины Ди[англ.][32][33]
  - Тель-Авив, таран автомобиля[англ.][34]
- 9 апреля - Израиль наносит ответные авиаудары по сирийской территории после запуска нескольких ракет в сторону оккупированных Израилем сирийских Голанских высот[35].
- 18 апреля - Минута молчания в память жертв геноцида евреев во время Второй мировой войны[36]
- 23 апреля - иорданский депутат Имад аль-Адван арестован израильской полицией и обвинен в контрабанде золота и оружия на Западный берег реки Иордан[37].

### Май
- 2 мая — В Сдероте 3 человека пострадали при попадании ракеты, выпущенной из сектора Газа в строящееся здание; это была вторая волна обстрела территории Израиля в течение одного дня, всего было выпущено 22 ракеты[38]
- 3 мая — 104 ракеты были выпущены из сектора Газа по Израилю в течение одних суток. В ответ ВВС Израиля поразили 16 объектов ХАМАС в секторе Газа[39].
- 5 мая —В Наблусе, Западный Берег, израильские подразделения безопасности убивают троих разыскиваемых палестинцев, ответственных за убийство матери из Эфрата и двух её дочерей в апреле во время перестрелки в долине реки Иордан  (Убийство Люси, Майи и Рины Ди[англ.])[40].
- 9[41]-13 мая[42] — израильская военная операция Щит и стрела в Секторе Газа против палестинской террористической организации «Исламский джихад»[43]. Накануне по Израилю было выпущено свыше 800 ракет, ЦАХАЛ заявил об уничтожении нескольких военных лидеров организации «Исламский Джихад»[44].
- 10 мая —Свыше 400 ракет было выпущено по Израилю со стороны сектора Газа в течение одного дня[45].
- 11 мая — Прямое попадание ракеты, выпущенной со стороны сектора Газа, в здание в центре города Реховот (погиб 1 человек, 7 ранено)[46].
- 22 мая — Израильские силы безопасности убивают 3 террористов «Бригад мучеников Аль-Аксы» и ранят ещё 6 во время рейда в Наблусе[47].
- 25 мая — Праздник Шавуот — праздник получения Торы и 10 заповедей на горе Синай[48].

### Июнь
- 2 июня — волна жары в Израиле (35°С в Иерусалиме и 45°С в долине реки Иордан) и сильные ветра приводят к сотням лесных пожаров, закрытию дорог, эвакуации некоторых зданий, отключениям электроэнергии[49].

### Июль
- 3-5 июля—Операция ОАИ Израиля «Дом и сад» в Дженине[50][51].
- 5 июля — Демонстрации против заявления об отставке начальника полиции Тель-Авива Амихая Эшеда, перекрытие главной магистрали Тель-Авива и дорог в других городах[52]
- 24 июля —Кнессет,  в рамках судебной реформы в Израиле, принял закон, лишающий Верховный суд права отменять указы правительства как необоснованные. Протесты против судебной реформы продолжаются уже 29 недель[53].
- 30 июля — Кнессет принимает поправку к уголовному закону, добавляющую преступления на сексуальной почве к тем правонарушениям, наказание за которые может быть удвоено, если они совершены на основании «националистического терроризма, расизма или враждебности по отношению к определённому сообществу[54][55][56].

### Август
- 17 августа — ХАМАС в секторе Газа запустил 50 ракет в сторону моря, заявляя протест против ухудшения условий содержания палестинских заключённых в тюрьмах Израиля, инициированного министром национальной безопасности Израиля Бен Гвиром[57]
- 18 августа — Красная линия[англ.] скоростного трамвая открылась для общественного пользования в столичном регионе Тель-Авива.

### Сентябрь
- 2 сентября —
  - Эритрейские столкновения в Тель-Авиве[англ.].
- 6 сентября —На стоянке Убайдия в долине реки Иордан археологи нашли каменные шары ручной работы возрастом около 1,4 млн лет[58]
- 18 сентября —ООН по вопросам образования, науки и культуры (ЮНЕСКО) внесла руины города Иерихона в Список объектов Всемирного наследия[59].
- 23 сентября —
  - ЮНИФИЛ вмешивается с целью предотвращения конфронтации между ливанской  и израильской армией возле ферм Шабъа[60].

### Октябрь
- 7 октября —
  - началась война в Газе. ХАМАС вторгся в Израиль, совершив крупнейший акт палестинского терроризма за всю историю Израиля[61][62], при котором было убито около 1200[63] израильтян и взято в заложники ещё 242[64]. Вторжение сопровождалось сексуальным насилием со стороны террористов. Израиль ответил ударами по сектору Газа[65] и блокадой , приведшими к гуманитарному кризису в Секторе Газа. Начались массовые задержания палестинцев. В стране были объявлены чрезвычайное положение и всеобщая мобилизация[66][67]. Хронология войны в Газе:
    - Бои при Реим: ХАМАС захватывает контроль над штабом 143-й дивизии ЦАХАЛа «Газа» в Реиме, региональный совет Эшколь, израильские военнослужащие взяты в заложники[68]. Одновременно террористы устраивают массовую резню на музыкальном фестивале в Реиме[69] (364 убитых израильтян[70][71][72]). Бой завершился через 13 часов после начала победой израильских войск[73].
    - Бои в Сдероте[74]. По меньшей мере двадцать офицеров израильской полиции убиты террористами Хамаса и Палестинского исламского джихада в полицейском управлении Сдерота после захвата здания[75]. Одновременно террористы устроили резню пенсионеров в Сдероте (убито 15 человек[76]).
    - Резня в Беэри и Офакиме. Террористы вошли в южный израильский кибуц Беэри (были убиты по меньшей мере 130 человек[77], в том числе женщины, дети[78][79] и месячные младенцы[80]). Также был атакован городок Офаким[81].
    - Резня в Кфар-Азе[82] (убито более 100 человек, включая детей[83]).
    - Резня в Нахаль-Оз.

  - Лидер ХАМАС Мохаммед Дейф объявляет о начале операции «Наводнение Аль-Акса». В ответ Израиль объявляет состояние войны и приказывает палестинцам покинуть Сектор Газа[65].
  - За один день сотни израильтян взяты в заложники и отправлены в Сектор Газа[84].
- 8 октября -
  - Израиль объявил о переходе в состояние войны впервые с 1973 года (со времён Война Судного дня)[85][86].
  - Начались столкновения на израильско-ливанской границе[87], став крупнейшей эскалацией отношений между двумя странами со времён Второй ливанской войны (2006).
  - Посол Израиля в США объявил о нахождении среди заложников в Секторе Газа американских граждан[88].
- 9 октября -
  - Совет безопасности ООН собирается на чрезвычайную сессию по вопросу Газа—Израиль, но не достигает совместного заявления из-за разногласий[89].
  - По данным Управления ООН по координации гуманитарных вопросов воздушные атаки Израиля по Сектору Газы привели к перемещению 123538 палестинцев[90]. Мирные жители используются хамасовцами в качестве живого щита[англ.].
  - Израиль нанёс авиаудар вблизи КПП Рафиах на границе сектора Газа и Египта вскоре после того как официальные лица Израиля призвали палестинцев покидать сектор через данный КПП[91].
- 10 октября -
  - Верховный комиссар ООН по правам человека осудил израильские авиаудары по Газе, приведшие к жертвам среди гражданского населения, заявляя, что они нарушают международное право (поражение жилых домов, многоэтажек, школ и зданий ООН)[92].
  - Управление Верховного комиссара ООН по правам человека осудило решение Израиля о блокаде сектора Газа как нарушающее международное право[93].
  - Израильские авиаудары разрушили здание Палестинской телекоммуникационной компании в городе Газа, что привело к повсеместному отключению связи и интернета[94]
  - В результате израильского авиаудара убиты Джавад Абу Шаммала и Закария Абу Маамар, два члена политического офиса ХАМАС[95]
- 11 октября -
  - Премьер-министр Биньямин Нетаньяху и лидер оппозиции Бени Ганц договорились сформировать Военный кабинет на время войны[96].
  - Израильские авиаудары разрушили дом Аль-Фахура Фонда «Образование превыше всего» в секторе Газа, нанесен авиаудар по Исламскому университету Газы[97].
- 12 октября -
  - Для поддержки Израиля со стороны США в восточном Средиземноморье дислоцировалась ударная группа авианосца «Джеральд Форд».
- 13 октября -
  - Израиль уведомляет ООН о том, что всем палестинцам, проживающим к северу от Вади Газа (1,1 миллион человек), приказано переселиться[англ.] в южную часть сектора Газа в течение 24 часов из-за ожидаемого наземного вторжения. Представитель ООН Стефан Дюжаррик заявил невозможности выполнения такого приказа[98].
  - Великобритания начинает эвакуацию британских граждан из Израиля[99].
  - На пресс-конференции министр обороны Израиля Йоав Галант заявил главную цель предстоящей военной операции— «свержение правления ХАМАС в секторе Газа»[100].
  - Более 700 знаменитостей подписали открытое письмо в поддержку Израиля[101].
  - Террористы ХАМАС объявили глобальный антисемитский «День ярости»
- 14 октября -
  - в результате израильских авиаударов в секторе Газа убиты Мурад Абу Мурад, глава воздушных операций ХАМАСа, и Али Кади, высокопоставленный командир ХАМАС, участники вторжения в Израиль 7 октября[102].
  - ХАМАС препятствует эвакуации жителей сектора Газа из зоны запланированной для проведения наземной части операции[103]
- 15 октября -
  - Уничтожен старший командир ХАМАС Биллал Аль Кедру (в результате авиаудара в Хан-Юнисе)[104]
- 16 октября -
  - ВОЗ заявила, что Израиль приказал эвакуировать 21 больницу в секторе Газа, предупредив, что это нарушает международное гуманитарное право[105].
  - Израиль начинает эвакуацию 28 населённых пунктов, расположенных в пределах 2 километров от границы с Ливаном, на фоне столкновений с Хезболлой[106].
  - Силы ХАМАС запустили ракетный залп по двум крупнейшим израильским городам, Тель-Авиву и Иерусалиму, заявив, что это было ответом на израильские авиаудары по гражданскому населению[107].
  - Колумбия требует отъезда посла Израиля после высказываний президента Колумбии Густаво Петро, критикующего действия Израиля. В ответ Израиль приостанавливает экспорт товаров безопасности в эту южноамериканскую страну[108].
- 17 октября —
  - Взрыв у арабской больницы Аль-Ахли из-за неудачного запуска ракеты ХАМАСом[109].
- 18 октября —
  - США наложили вето на резолюцию Совета Безопасности ООН, призвавшей к гуманитарной паузе в секторе Газа. 12 стран проголосовали «за»,  2 воздержались[110]
  - Президент Турции Реджеп Тайип Эрдоган осудил СБ ООН за неспособность принять резолюцию о гуманитарной паузе, заявляя о коллективном наказании палестинцев посредством авиаударов и размещения американских авианосцев в регионе[111].
  - Президент США Джо Байден посещает Израиль и встречается с премьер-министром Биньямином Нетаньяху[112].
- 19 октября —
  - Армии обороны Израиля дан «зелёный свет» на вход в сектор Газа[113].
  - Премьер-министр Великобритании Риши Сунак посетил Израиль и встретился с премьер-министром Биньямином Нетаньяху, объявив о солидарности Великобритании с Израилем в его войне с ХАМАС[114].
  - Израиль отозвал своего посла Ирит Лилиан[англ.] и других дипломатов из Турции после того, как призвал израильтян избегать любых поездок в эту страну на фоне про-палестинских демонстраций в ней[115].
- 20 октября —
  - Израиль объявляет о полной эвакуации города Кирьят-Шмоны (население 20 000 человек) из-за близости к границе с Ливаном на фоне растущей напряжённости в отношениях с группировкой боевиков Хезболлы[116].
  - Президент Колумбии Густаво Петро объявляет об открытии посольства в Государстве Палестина в Рамалле на Западном Берегу и об оказании гуманитарной помощи сектору Газа в условиях продолжающейся войны[117].
- 21 октября –
  - Пограничный переход Рафах на границе Египта и Газы открывается впервые с начала войны,  грузовики с гуманитарной помощью въезжают в Газу[118].
- 23 октября –
  - Омар Дарагме, высокопоставленный чиновник ХАМАС, умер в израильской тюрьме, представители ХАМАСа заявили, что это было убийство. Он был арестован на Западном Берегу Армией обороны Израиля вместе со своим сыном[119]
  - ХАМАС освободил двух израильских заложников при посредничестве Катара и Египта. Их доставили на пограничный переход Рафах[120].
- 24 октября –
  - Международная правозащитная организация Human Rights Watch раскритиковала Израиль за намеренное усугубление страданий гражданского населения в секторе Газа» из-за отказа разрешить поставку топлива и восстановить подачу воды[121].
- 25 октября –
  - Проекты резолюций, призывающих к прекращению огня, рассматриваются как Советом Безопасности ООН, так и Генеральной Ассамблеей ООН[122].
  - Рейтинговое агентство S&P заявляет о понижении прогноза по рейтингу Израиля до «негативного» из-за риска расширения войны между Израилем и ХАМАСом.   Fitch Ratings также присвоило Израилю аналогичный отрицательный рейтинг[123].
- 26 октября –
  - В совместном заявлении министры иностранных дел Бахрейна, Египта, Иордании, Кувейта, Марокко, Омана, Катара, Саудовской Аравии и Объединённых Арабских Эмиратов осудили насильственное перемещение и коллективное наказание в Газе[124].
  - Офис губернатора Флориды Рона Десантиса объявляет, что отправляет дроны и оружие в Израиль для поддержки его борьбы с ХАМАС[125].
  - Танки ЦАХАЛа вошли в северную часть Газы в ходе «целевого рейда» и подготовки к «следующим этапам боевых действий»[126].
  - Делегация ХАМАС во главе с заместителем главы политбюро группировки Абу Марзуком прибыла в Москву с официальным визитом[127].
- 27 октября –
  - Армия обороны Израиля входит в сектор Газа с нескольких направлений, границу пересекают пехота и танки. Ожесточенные столкновения[128].
  - Израильские войска наступают на город Бейт-Ханун[129].
  - По заявлению палестинской стороны, число погибших в ходе израильских бомбардировок Сектора Газа превысило 7000 человек[130]
- 28 октября –
  - Агентства ООН заявляют, что не могут связаться с персоналом в секторе Газа из-за отключения связи[131].
  - Глава SpaceX Илон Маск объявляет, что услуги Starlink будут предлагаться в секторе Газа международным признанным организациям по оказанию помощи[132].
  - Генеральная Ассамблея ООН принимает резолюцию, призывающую к немедленному гуманитарному перемирию в секторе Газа, несмотря на противодействие США и Израиля (120 за,  14 против, 45 воздержавшихся)[133].
- 29 октября –
  - Организация Save the Children заявляет, что во время войны в Газе погибло больше детей, чем в общем в конфликтах по всему миру с 2019 года (3324 ребёнка в секторе Газа, 36 детей на Западном берегу)[134].
  - Посол Израиля в ООН Гилад Эрдан призывает страны прекратить финансирование ООН после принятия Генеральной Ассамблеей ООН резолюции, призывающей к немедленному прекращению огня в секторе Газа[135].
  - На Северном Кавказе прокатилась волна антисемитских протестов. В международном аэропорту Махачкалы произошли захват антисемитами здания аэропорта и попытка штурма авиалайнера авиакомпании Red Wings, сопровождавшиеся призывами изгнать евреев из региона[136].
  - С начала войны Израиля с ХАМАС число антисемитских инцидентов в мире возросло на 500% по сравнению с соответствующим периодом прошлого года (совместный отчёт Всемирной сионистской организации и министерства по делам еврейской диаспоры и борьбы с антисемитизмом)[137].
- 30 октября –В ходе исследования украшений натуфийской культуры, найденных в пещере Кебара, обнаружили остатки красного пигмента, изготовленного из красильных растений, что стало древнейшим свидетельством использования растительных или животных красок[138].
- 31 октября –
  - Израиль перехватил три ракеты класса «земля-земля», выпущенные из Йемена, при этом по крайней мере одна ракета была сбита его системой противоракетной обороны «Хец». Ответственность за запуски взяли на себя поддерживаемые Ираном хуситы[139]
  - Йеменские хуситы официально объявили войну Израилю[140][141][142].
  - Иерусалимский Патриархат обвинил Израиль во взрыве своего культурного центра в Газе[143].
  - Австралия выразила обеспокоенность по поводу участившихся нападений жителей поселений на палестинцев на оккупированном Западном Берегу[144].
  - Боливия разорвала дипломатические отношения с Израилем[145]
  - Правительства Чили и Колумбии отзывают своих послов в Израиле в ответ на военные действия Израиля в секторе Газа[146].

### Ноябрь
- 1 ноября –
  - Иордания отзывает своего посла в Израиле, осуждая войну[147].
- 2 ноября –
  - Сельскохозяйственный сектор Израиля терпит «значительный ущерб» из-за оттока иностранных рабочих. Более четверти из примерно 30 000 иностранных рабочих покинули страну, а около 20 000 палестинских сельскохозяйственных рабочих не получили разрешение на въезд в Израиль[148].
- 3 ноября –
  - Армия обороны Израиля вошла в город Газа, административный центр сектора Газа[149].
  - Кыргызстан предупреждает своих граждан не отправляться воевать против Израиля[150].
  - Правительство Гондураса отзывает своего посла в Израиле в ответ на военные действия Израиля в секторе Газа[151].
- 4 ноября –
  - Турция отзывает своего посла в Израиле в ответ на военные действия Израиля в секторе Газа[152].
- 5 ноября –
  - Армия обороны Израиля объявляет о полном окружении города Газа и о  разделе сектор Газа на две части после того, как израильские войска достигли побережья[153].
- 6 ноября –
  - Южная Африка отзывает своего посла в Израиле в ответ на вторжение в сектор Газа[154].
- 7 ноября –
  - По словам турецкого министра торговли, торговля между Турцией и Израилем сократилась вдвое с начала войны по сравнению с аналогичным периодом прошлого года[155].
- 8 ноября –
  - Чад отозвала своего посла из Израиля[156].
- 9 ноября –
  - Три правозащитные организации — «Аль-Хак», «Аль-Мезан» и Палестинский центр по правам человека — подали иск в Международный уголовный суд с призывом принять во внимание апартеид при расследовании ситуации в Палестине[англ.][157].
- 11 ноября –
  - Управление ООН по координации гуманитарных вопросов сообщило о прекращении вывоза твердых отходов на свалки по всему сектору Газа из-за отсутствия безопасности и нехватки топлива. Всемирная организация здравоохранения сообщает, что распространение инфекционных заболеваний, включая диарею и ветряную оспу, быстро увеличивается, при этом медицинские организации предупреждают о риске возможной эпидемии холеры[158].
- 15 ноября –
  - АОИ начала штурм больницы Аль-Шифа, под которой располагался главный командный пункт ХАМАС[159].
  - Совет Безопасности ООН принимает резолюцию, призывающую к гуманитарной паузе в конфликте, созданию гуманитарных коридоров и безоговорочному освобождению заложников, захваченных ХАМАС. Россия, Великобритания и США воздержались[160].
- 20 ноября –
  - Израиль отзывает своего посла из ЮАР после того, как министр Хумбудзо Нцавени призвал (12 ноября) Международный уголовный суд выдать ордер на арест премьер -министра Биньямина Нетаньяху[161].
- 22 ноября – 
  - Кабинет министров Израиля одобрил соглашение, заключённое Египтом, Катаром и США, о приостановке боевых действий в Секторе Газа на 4 дня. Соглашение предусматривает освобождение Израилем 150 палестинских заключённых в обмен на освобождение некоторых заложников, удерживаемых Хамасом, в основном женщин и детей[162].
- 24 ноября –
  - Соглашение о приостановке боевых действий в Газе на 4 дня вступает в силу в 7 утра по местному времени[163].
  - В первый день прекращения огня Хамас освобождает 13 израильских заложников, некоторые из которых имеют двойное гражданство, а Израиль освобождает 39 палестинских заключённых[164].
  - ХАМАС освобождает 10 тайцев и 1 филиппинца в рамках отдельной сделки с Бангкоком, заключенной при посредничестве Ирана[165].
- 25 ноября –
  - На второй день прекращения огня Хамас освобождает 13 израильских заложников и 4 тайских рабочих-мигрантов, а Израиль освобождает 39 палестинских заключённых[166].
  - Израильское правительство вызывает послов Бельгии и Испании после критики Израиля со стороны премьер-министра Бельгии Александра Де Кро и премьер-министра Испании Педро Санчеса[167]
- 26 ноября –
  - ХАМАС освобождает троих тайских рабочих-мигрантов и 14 израильских заложников в обмен на 39 палестинских заключённых.
  - У берегов Йемена захвачен, а затем освобождён танкер, связанный с израильским миллиардером Эялем Офером[англ.], с 22 членами экипажа на борту. ВМС США захватывают нападавших[168].
- 27 ноября –
  - ХАМАС освобождает 11 израильских заложников в обмен на 33 палестинских заключённых[169].
  - Катар объявляет о соглашении между Израилем и ХАМАС о продлении режима прекращения огня на два дня[170].
- 28 ноября –
  - ХАМАС освобождает двух тайских рабочих-мигрантов, 10 израильских заложников и домашнюю собаку, а Израиль освобождает 30 палестинских заключённых[171].
- 29 ноября –
  - ХАМАС освобождает 4 тайских рабочих-мигрантов и 12 израильских заложников, а Израиль освобождает 30 палестинских заключённых. В качестве отдельного жеста доброй воли для президента России Владимира Путина ХАМАС также освободил двух заложников с гражданством Израиля и России[172].
- 30 ноября –
  - Достигнута договоренность о продлении прекращения огня как минимум ещё на один день[173].
  - Госсекретарь США Энтони Блинкен призывает Израиль соблюдать международное право и защищать гражданское население во время военных операций на юге сектора Газа, одновременно подтверждая поддержку США[174].

### Декабрь
- 1 декабря –
  - После перемирия возобновляются боевые действия войны Израиля с ХАМАСом. Сотни малавийцев едут в Израиль, чтобы работать на фермах во время войны[175].
- 2 декабря –
  - Глава ООН по оказанию гуманитарной помощи Мартин Гриффитс заявил, что у жителей Сектора Газы нет безопасного укрытия, и у них очень мало средств для выживания[176].
  - США поставляют Израилю противобункерные бомбы[англ.] BLU-109[англ.] и другие боеприпасы[177].
- 4 декабря –
  - Премьер-министр Катара Аль Тани призывает к «немедленному, всестороннему и беспристрастному международному расследованию» военной деятельности Израиля в Секторе Газа[178].
- 5 декабря –
  - Израильские войска и танки входят в Хан-Юнис на юге сектора Газа. Перемещенные семьи[англ.] в этом регионе направляются дальше на юг, в Рафах, город на границе с Египтом[179].
- 7 декабря –
  - Прокурор Международного уголовного суда Карим Ахмад Хан призвал разрешить ввоз гуманитарной помощи в сектор Газа, добавив, что умышленное препятствование доставке гуманитарной помощи гражданскому населению может представлять собой военное преступление согласно Римскому статуту МУС[180].
  - Министр иностранных дел Израиля Эли Коэн отозвал вид на жительство координатора ООН по гуманитарным вопросам Линн Гастингс после того, как она заявила, что «в Газе нигде не безопасно» и нет условий, необходимых для отправки помощи людям[180].
- 8 декабря –
  - США наложили вето на проект резолюции Совета Безопасности ООН, призывающий к немедленному гуманитарному прекращению огня в Секторе Газа. 13 проголосовали за, Великобритания воздержалась.
  - Министерство древностей Газы сообщает, что Великая мечеть Газы, старейшая мечеть в секторе Газа, была разрушена в результате израильской бомбардировки[181][182].
- 9 декабря –
  - Правительство США использует чрезвычайную декларацию[англ.], чтобы разрешить немедленную доставку 14 000 танковых снарядов в Израиль без рассмотрения Конгрессом[183].
- 11 декабря –
  - 7 израильских военнослужащих погибли в ходе столкновений в Секторе Газа, в результате чего число военнослужащих ЦАХАЛа, погибших в боях, достигло 104[184].
- 12 декабря –
  - 10 израильских военнослужащих погибли в ходе столкновений в Секторе Газа, в том числе полковник бригады «Голани», в результате чего общее число убитых военнослужащих ЦАХАЛа достигло 115[185].
- 15 декабря –
  - По ошибке застрелено 3 заложника  дружественным огнем в районе Шуджаия[англ.] города Газа[186].
  - Израиль разрешает временное использование своего пограничного перехода Керем Шалом для доставки гуманитарной помощи в Сектор Газа.
- 21 декабря — Армия обороны Израиля заявляет, что установила полный «оперативный контроль» над районом Шуджаия в городе Газа, который в последние недели стал ареной интенсивных столкновений между израильскими войсками и ХАМАС[187].
- 25 декабря - 
  - Высокопоставленный иранский генерал Сайед Рази Мусави[англ.] убит в результате израильского авиаудара в Сирии[188].
- 26 декабря –
  - Израиль выделил Intel грант в размере 3,2 миллиарда долларов на новый завод по производству микросхем стоимостью 25 миллиардов долларов[189].
- 31 декабря - 
  - Центральное статистическое бюро публикует данные, показывающие, что по состоянию на конец 2023 года в Израиле проживает 9,842 миллиона человек, из которых 7,208 миллиона (73,2%) являются евреями, 2,080 миллиона (21,1%) - арабами и 554 000 (5,7%) - другие национальности[190][191].

## Умершие
- 11 января — Шимон Баадани, 94 года, ортодоксальный раввин[192]
- 22 января — Йосеф Агасси, 95 лет, израильский философ, профессор философского факультета Тель-Авивского университета, ученик Карла Поппера[193][194]
- 11 января — Дан Эйтан, 91 год, архитектор[195]
- 8 марта — Хаим Тополь, 87 лет, актёр, певец
- 19 апреля — Йонатан Гефен, 76 лет, певец
- 7 октября — Убитые во время операции "Наводнение Аль-Акса ":
  - Лиор Асулин, 43 года, футболист (Маккаби Герцлия, Бейтар Иерусалим, Хапоэль Петах-Тиква)
  - Джей Ар Давыдов, главный суперинтендант, командующий полицией Израиля в Рахате (с 2022)[196]
  - Рои Идан[англ.], 45 лет, фотожурналист
  - Томер Лейбович, 19 лет, волейболист, капитан сборной Израиля по волейболу до 19 лет
  - Рои Леви, 44 года, полковник, командир многопрофильного подразделения (с 2023 года)
  - Офир Либштейн[англ.], 50 лет, политик, глава регионального совета Шаар ха-Негев (с 2018)[197]
  - Изхар Пелед[англ.], 61-62 года, помощник комиссара, командующий пограничной полицией Израиля в Иудее и Самарии (2016—2020)
  - Шай Регев, 25 лет, редактор новостей
  - Йонатан Штейнберг, 43 года, полковник, командир бригады Нахаль (с 2023)[198]
  - Яхав Виннер[англ.], 37 лет, кинорежиссёр
  - Янив Зоар, 54 года, видеожурналист
- 26 октября — Барух Мордехай Эзрахи[англ.], 94 года, раввин харедим[199]
- 28 октября — Йосеф Цабари, 89 лет, спортсмен и чемпион марафона[200]
- 31 октября — Арье Леванон, 91 год, израильский композитор румынского происхождения.[201]
- 2 ноября — Салман Хабака[англ.], 33 года, подполковник, командир 188-й бригады «Барак».
- 24 ноября — Авраам Менхель[англ.]*, 87, футболист (Маккаби Хайфа, сборная Израиля по футболу)[202]
- 1 декабря —
  - Шломо Авинери, 90 лет, политолог[203]
  - Амира Хесс[англ.], 80 лет, поэтесса[204]
- 3 декабря — Авраам Авихай, 92 года, государственный служащий, журналист и писатель[205]
- 6 декабря — Амос Эттингер[англ.], 86 лет, израильский поэт, автор песен и радиоведущий[206]
- 9 декабря — Лариса Герштейн, 72 года, израильский политик, родилась в СССР,  заместитель мэра Иерусалима (1993—2003)[207]
- 10 декабря — Эдна Мазия[англ.], 74 года, драматург[208]
- 24 декабря — Давид Либаи, 89 лет, юрист и политик, депутат Кнессета (1984—1996), министр юстиции (1992—1996) и внутренних дел (1995)[209]
- 25 декабря — Иегошуа Бен-Арье[англ.], 95 лет, географ, ректор Еврейского университета в Иерусалиме (1993—1997)[210]
- 30 декабря — Шмуэль Билу, 71 год, музыкант группы Milk and Honey[211]

Известные израильтяне, погибшие в войне в Газе  после 7 октября 2023 года:
- Алим Абдалла[англ.], 40 лет, подполковник, заместитель командира 91-й дивизии ЦАХАЛа[212]
- Эли Гинзберг[англ.], 42 года, подполковник, командир ЛОТАР (2020—2023)
- Леон Бар, 53 года, подполковник, старший офицер отдела Западного берега.
- Ицхак Бен-Башат, 44 года, офицер ЦАХАЛа (бригада Йифтах, бригада Паран)[213]